# مريم المصرية
القديسة مريم المصرية أو ماريا المصرية وسميت أيضاً مريم القبطية (بالقبطية: Ϯⲁⲅⲓⲁ Ⲙⲁⲣⲓⲁ Ⲛⲣⲉⲙⲛ̀ⲭⲏⲙⲓ) هي قديسة شفيعة مصرية ولدت في سنة 344 م وتوفيت في سنة 421 م وهي قديسة مبجلة في الكنيسة الأرثوذكسية المشرقية و‌الكنيسة الأرثوذكسية الشرقية وفي الكنائس الكاثوليكية الشرقية وفي الكنيسة الرومانية الكاثوليكية، اشتهرت في القرن الرابع الميلادي. وهي تحظى باحترام كبير باعتبارها أم الصحراء في الكنائس الأرثوذكسية الشرقية والقبطية. تحتفل الكنيسة الكاثوليكية بها باعتبارها شفيعة التائبين.

## حياتها

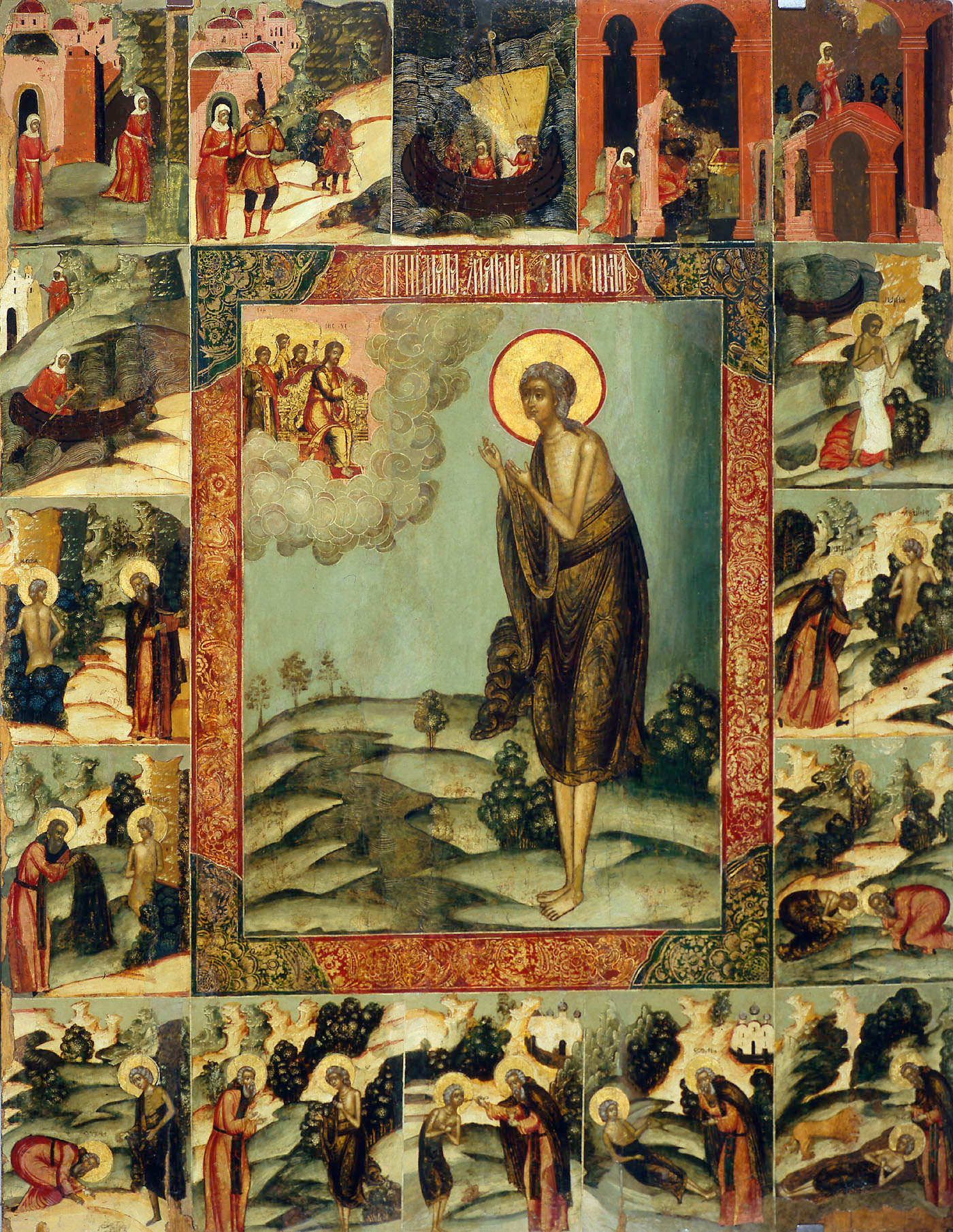
أيقونة القديسة مريم المصرية، محاطة بمشاهد من حياتها (القرن السابع عشر، بيلي جورود).

المصدر الأساسي للمعلومات عن القديسة مريم المصرية هو السيرة الذاتية التي كتبها عنها صفرونيوس، بطريرك القدس (634-638). معظم المعلومات الموجودة في هذا القسم مأخوذة من هذا المصدر. مريم المصرية، المعروفة أيضًا باسم ماريا إيجيبتياكا، ولدت في مكان ما في مقاطعة مصر، وفي سن الثانية عشرة هربت من والديها إلى مدينة الإسكندرية. هناك، عاشت حياة منحلة للغاية. في سيرتها الذاتية ذكرت أنها كانت ترفض في كثير من الأحيان الأموال المقدمة لها مقابل خدماتها الجنسية، لأنها كانت مدفوعة "بشغف لا يشبع ولا يمكن كبته"، وأنها كانت تعيش بشكل أساسي على التسول، بالإضافة إلى غزل الكتان.
وبعد سبعة عشر عامًا من هذه الحياة، سافرت إلى القدس للاحتفال بعيد ارتفاع الصليب المقدس. لقد قامت بهذه الرحلة باعتبارها نوع من " الحج المضاد"، معلنة أنها تأمل أن تجد في حشود الحجاج في القدس المزيد من الشركاء لإشباع شهوتها. لقد دفعت ثمن رحلتها من خلال تقديم خدمات جنسية للحجاج الآخرين، وواصلت لفترة وجيزة أسلوب حياتها المعتاد في القدس. تروي سيرتها الذاتية أنها عندما حاولت دخول كنيسة القيامة للاحتفال، منعتها قوة غير مرئية. وأدركت أن هذا كان بسبب نجاستها، فشعرت بالندم، وعندما رأت أيقونة والدة الإله (مريم العذراء) خارج الكنيسة، صلت من أجل المغفرة ووعدت بالتخلي عن العالم (أي أن تصبح زاهدة). حاولت مرة أخرى الدخول إلى الكنيسة، وتمكنت هذه المرة من الدخول. بعد أن سجدت للصليب الحقيقي، عادت إلى الأيقونة لتشكرها، فسمعت صوتًا يقول لها: "إذا عبرتِ الأردن، فستجدين راحة مجيدة". فتوجهت على الفور إلى دير القديس يوحنا المعمدان على ضفاف نهر الأردن، حيث نالت الغفران، ثم التناول المقدس. وفي صباح اليوم التالي، عبرت نهر الأردن شرقًا وتقاعدت في الصحراء لتقضي بقية حياتها ناسكة في التوبة. لم تأخذ معها سوى ثلاثة أرغفة من الخبز اشترتها، وبعد أن أكلتها، عاشت فقط على ما وجدته في البرية.
قبل وفاتها بعام تقريبًا، روت حياتها لزوسيماس الفلسطيني، الذي التقى بها في الصحراء. عندما التقى بها بشكل غير متوقع في الصحراء، كانت عارية تمامًا وغير قابلة للتعرف عليها تقريبًا كإنسان. طلبت من زوسيما أن يلقي لها عباءته لتغطي نفسها بها، ثم أخبرته قصة حياتها. فطلبت منه أن يلتقي بها على ضفاف نهر الأردن في خميس الأسرار من العام التالي، وأن يحضر لها القربان المقدس. وعندما حقق لها رغبتها، عبرت النهر لتصل إليه سيرًا على الماء، وتناولت القربان المقدس، وطلبت منه أن يلتقي بها مرة أخرى في البرية في الصوم الكبير التالي.
وفي العام التالي، ذهب زوسيما إلى نفس المكان الذي التقى بها فيه لأول مرة، على بعد حوالي عشرين يومًا من ديره. وهناك وجدها ميتة؛ وكان هناك نقش مكتوب على الرمال بجانب رأسها يشير إلى أنها ماتت في الليلة نفسها التي أعطاها فيها القربان المقدس، وتم نقل جسدها غير الفاسد بأعجوبة إلى ذلك المكان. دفن جثتها بمساعدة أسد عابر. وعند عودته إلى ديره، روى قصة حياتها للإخوة الآخرين، وحُفظت بينهم كتراث شفوي حتى كتبها صفرونيوس.

## التبجيل

### الأيقونات
في الأيقونات، تم تصوير مريم المصرية على أنها امرأة عجوز نحيفة، مدبوغة بشدة، ذات شعر رمادي غير مهذب، عارية ومغطاة بشعرها الطويل أو بالعباءة التي استعارتها من زوسيما. غالبًا ما تظهر مع أرغفة الخبز الثلاثة التي اشترتها قبل رحلتها الأخيرة إلى الصحراء.

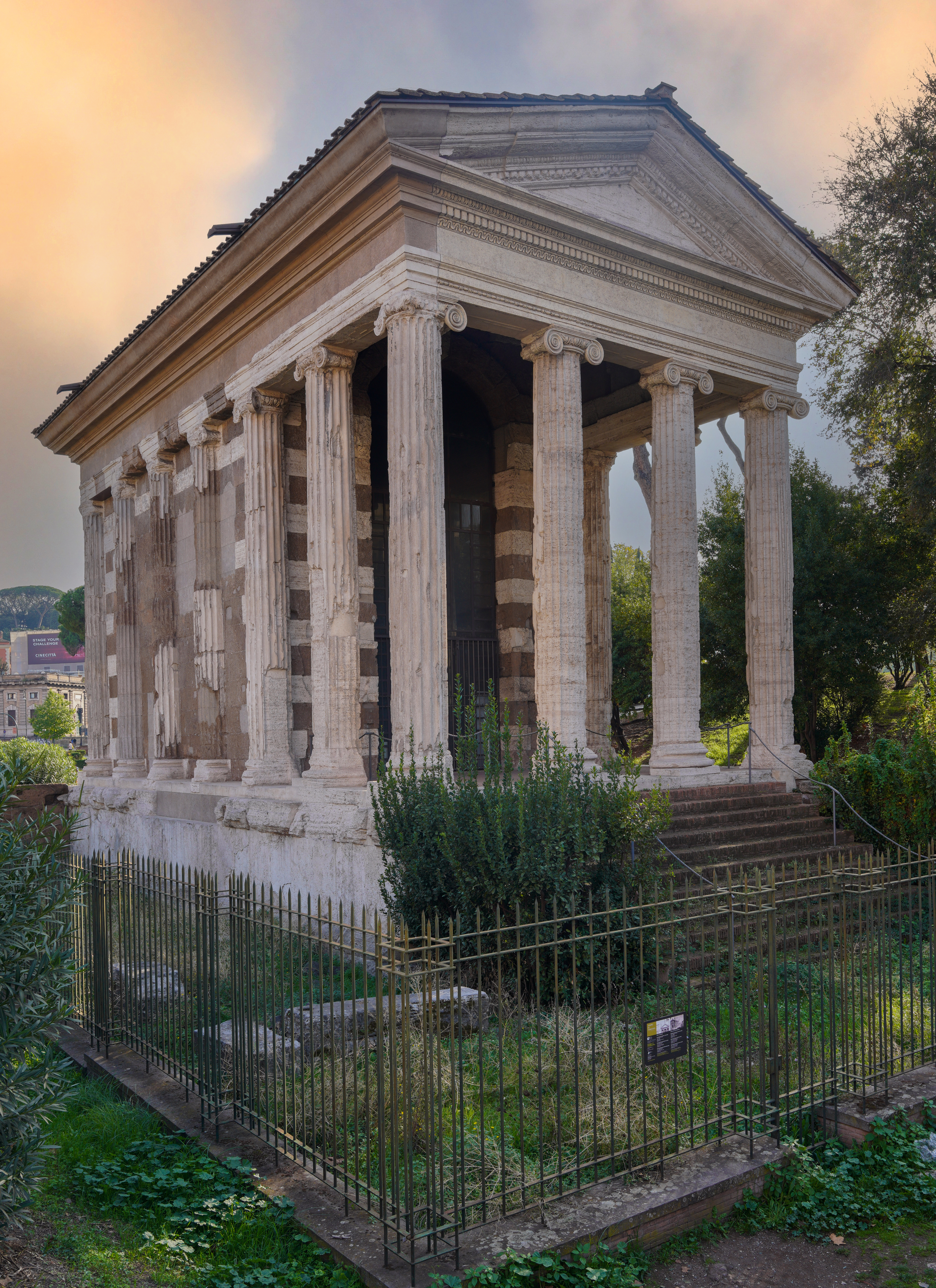
تم الحفاظ على معبد بورتونوس في روما من خلال إعادة تكريسه إلى كنيسة سانتا ماريا إيجيزياكا في عام 872.
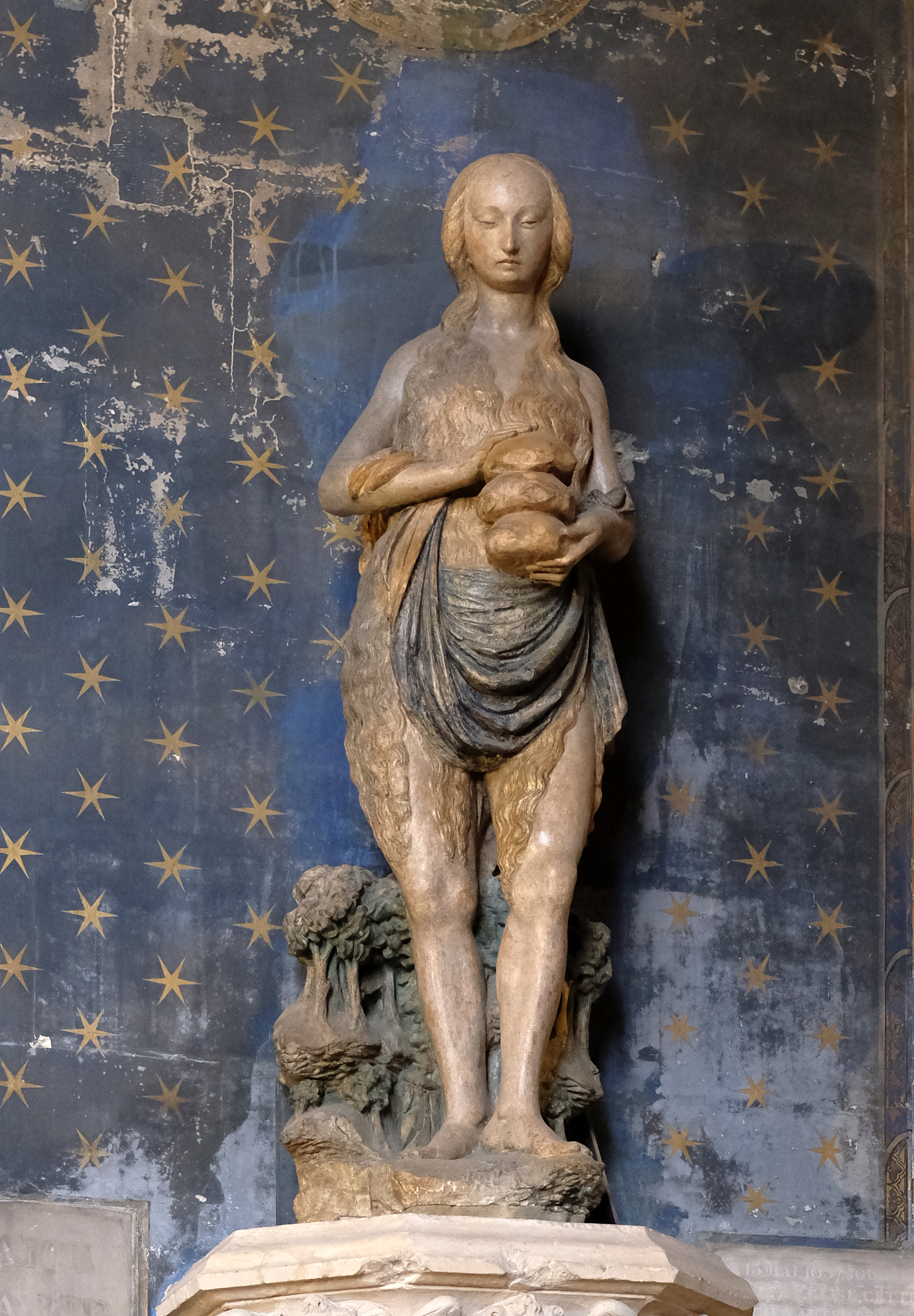
ماري المصرية (سان جيرمان لاوكسيرو).

### إحياء ذكرى

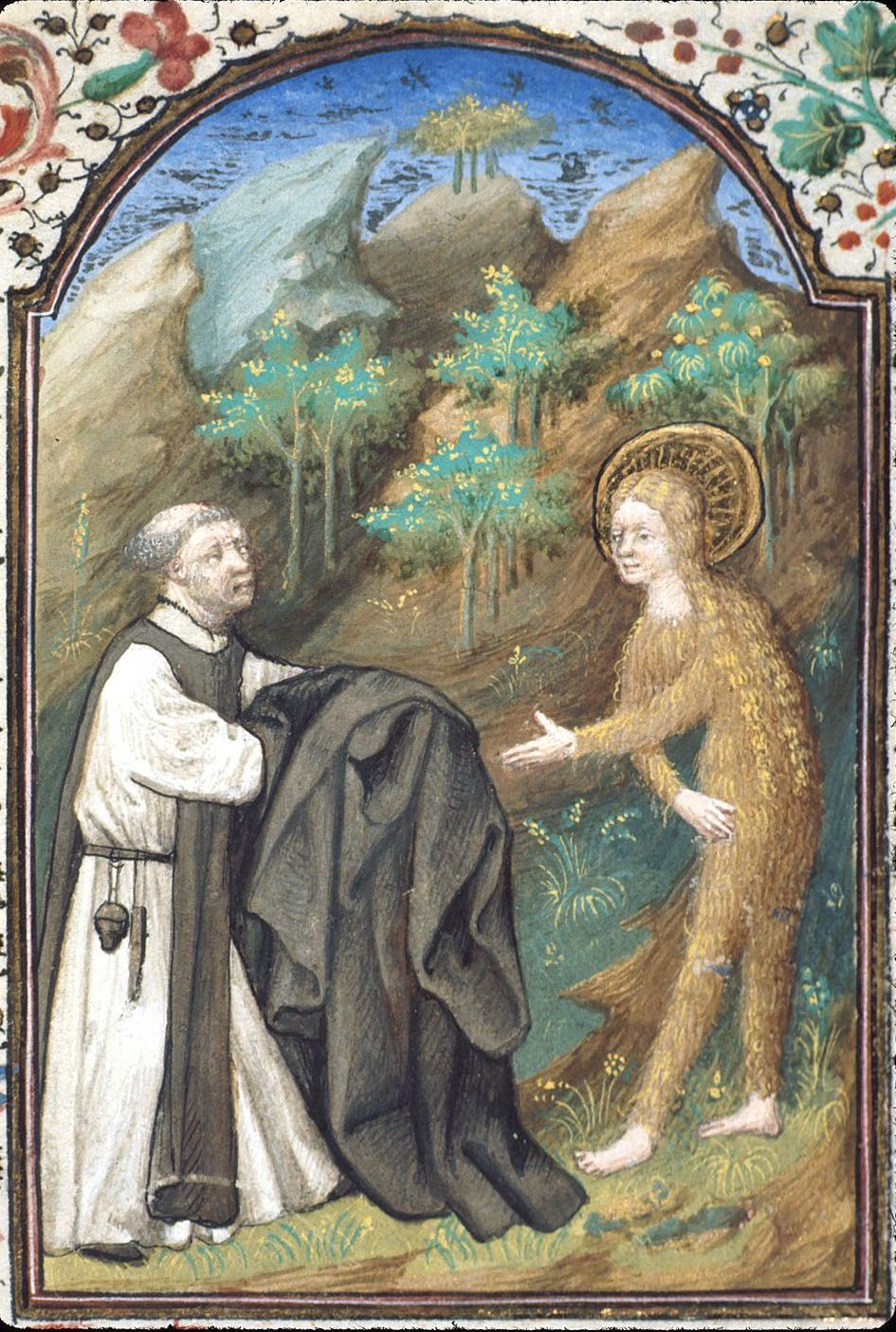
أيقونة مريم المصرية وهي تتلقى عباءة من زوسيما، فرنسي، القرن الخامس عشر (المكتبة البريطانية)

يحتفل المسيحيون الأرثوذكس والكاثوليك اليونانيون بعيدها، وفقًا للدورة الثابتة، في الأول من أبريل، ووفقًا للدورة المتحركة، في الأحد الخامس من الصوم الكبير، وفي هذا اليوم من المعتاد أن يبارك الكاهن الفاكهة المجففة بعد القداس الإلهي. من المقرر أن تُقرأ حياة القديسة مريم بقلم صفرونيوس خلال صلاة الغروب في قانون أندراوس الكريتي الكبير يوم الخميس السابق، والتي تُرافقها ترنيمة لها وأندراوس تُغنى بعد كل قصيدة من القانون الكبير نفسه.
تحتفل الكنيسة القبطية الأرثوذكسية بعيد القديسة مريم المصرية في يوم 6 برمودة وهو 14 أبريل في التقويم الميلادي.
في الطقس الروماني للكنيسة الكاثوليكية، يتم الاحتفال بالقديسة مريم المصرية في الأول من أبريل وفقًا لتقويم الاستشهاد الروماني لعام 2004 (الشكل العادي) وفي الثاني من أبريل وفقًا لتقويم الاستشهاد الروماني لعام 1956 (الشكل الاستثنائي).
إنها تحظى بتبجيل من قبل الأنجليكان وتظهر في التقويم الليتورجي للكنيسة الأسقفية.
وفي إيطاليا، ارتبطت برعاية "النساء الساقطات" مثل مريم المجدلية، التي ارتبطت بها سمات مماثلة.

## الكنائس
يوجد عدد من الكنائس والمصليات المخصصة للقديسة مريم المصرية، من بينها:
- معبد بورتونوس (سانتا ماريا إيجيزياكا، روما)
- كنيسة سانتا ماريا إيجيزياكا في فورسيلا، نابولي
- كنيسة سانتا ماريا إيجيزياكا في بيتزوفالكوني، نابولي
- كنيسة القديسة مريم المصرية، قلعة فافل، كراكوف، بولندا
- كنيسة القيامة في القدس، تخليداً لذكرى موقع تحولها.

## الآثار
توجد رفات القديسة مريم المصرية من الدرجة الأولى في الكنائس التالية:
- كاتدرائية سانتا ماريا ديل فيوري، فلورنسا، إيطاليا (الجمجمة)
- كنيسة سانتا ماريا إيجيزياكا في فورسيلا، نابولي، إيطاليا (آثار مقدسة محاطة بتمثال نصفي للقديسة)[10]
- كاتدرائية سينس، سينس، فرنسا (القدم اليمنى)[11]
- كنيسة القديس ديميتريوس، أمبيلوكيبي، اليونان[12]
- دير سريتينسكي، موسكو، روسيا (جزء من القدم اليمنى)[13]
- كاتدرائية المسيح المخلص، موسكو، روسيا[14]
- دير نوفو تيخفين، إيكاترينبرج، روسيا[12]
- كنيسة القديس ديمتريوس في تسالونيكي، موسكو، روسيا (جزء من القدم اليمنى)[15]
- دير القديسة إيرين كريسوفالانتو البطريركي الأرثوذكسي المقدس، أستوريا، كوينز، نيويورك[12]
- دير القديس نيكولاس الأرثوذكسي الروسي، فورت مايرز، فلوريدا، الولايات المتحدة الأمريكية (جسيم)[16]

## أيقونة والدة الإله
يقال إن أيقونتين للسيدة العذراء مريم هما الأيقونة ذاتها التي صلت أمامها مريم المصرية من أجل المغفرة. يتم الاحتفاظ بواحدة منها في كنيسة القديس يعقوب العادل، التي تقع في الجزء الغربي من كنيسة القيامة. أما الأيقونة الأخرى فتقع في مغارة القديس أثناسيوس الآثوسي، على الطرف الجنوبي من جبل آثوس.

## كهف
الكهف الذي يُعتقد أنه الموقع الذي قضت فيه مريم المصرية بقية حياتها بعد اعتناقها المسيحية هو مكان للحج.

## المراجع الثقافية

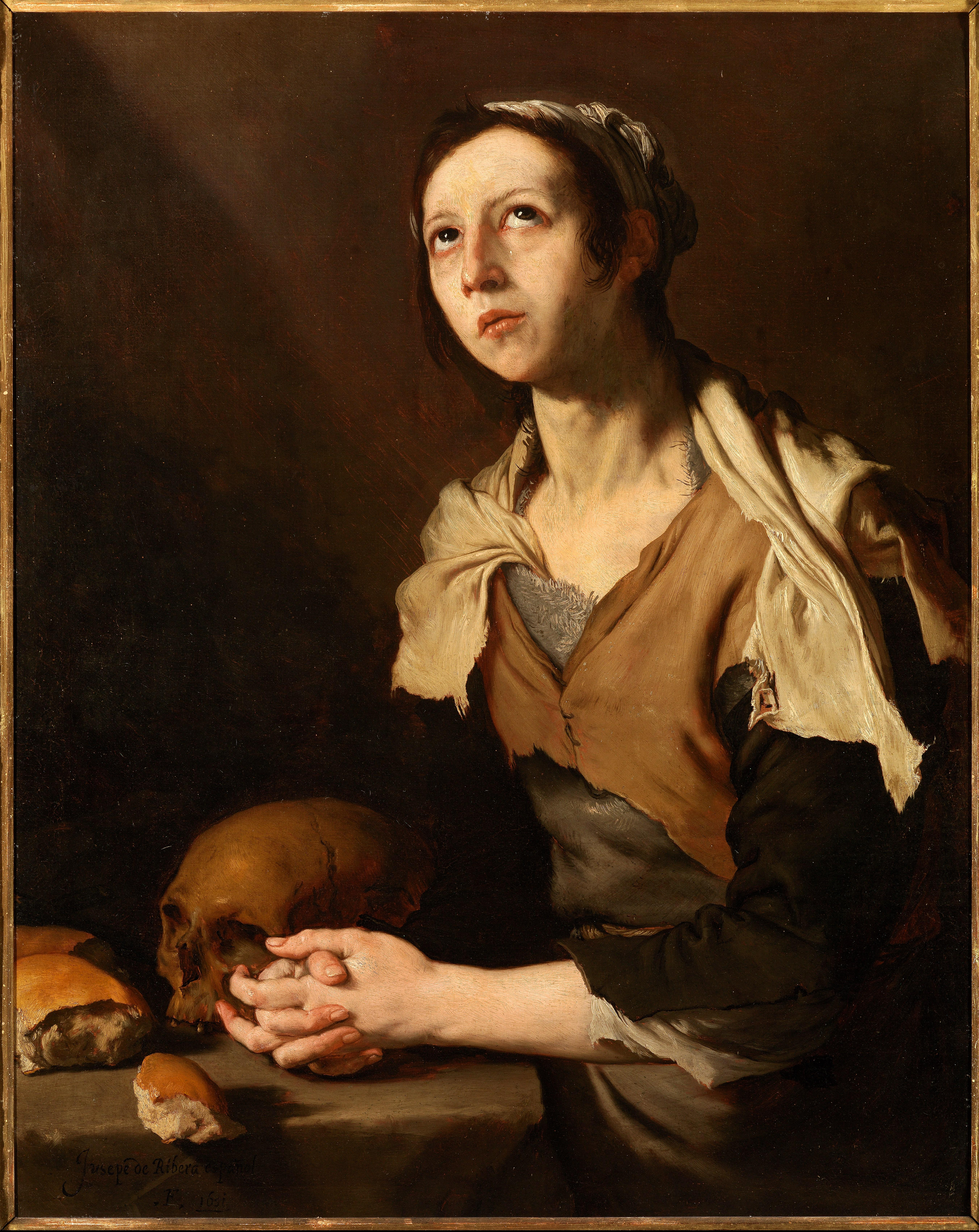
مريم المصرية، بقلم خوسيه دي ريبيرا

## تاريخ نياحتها

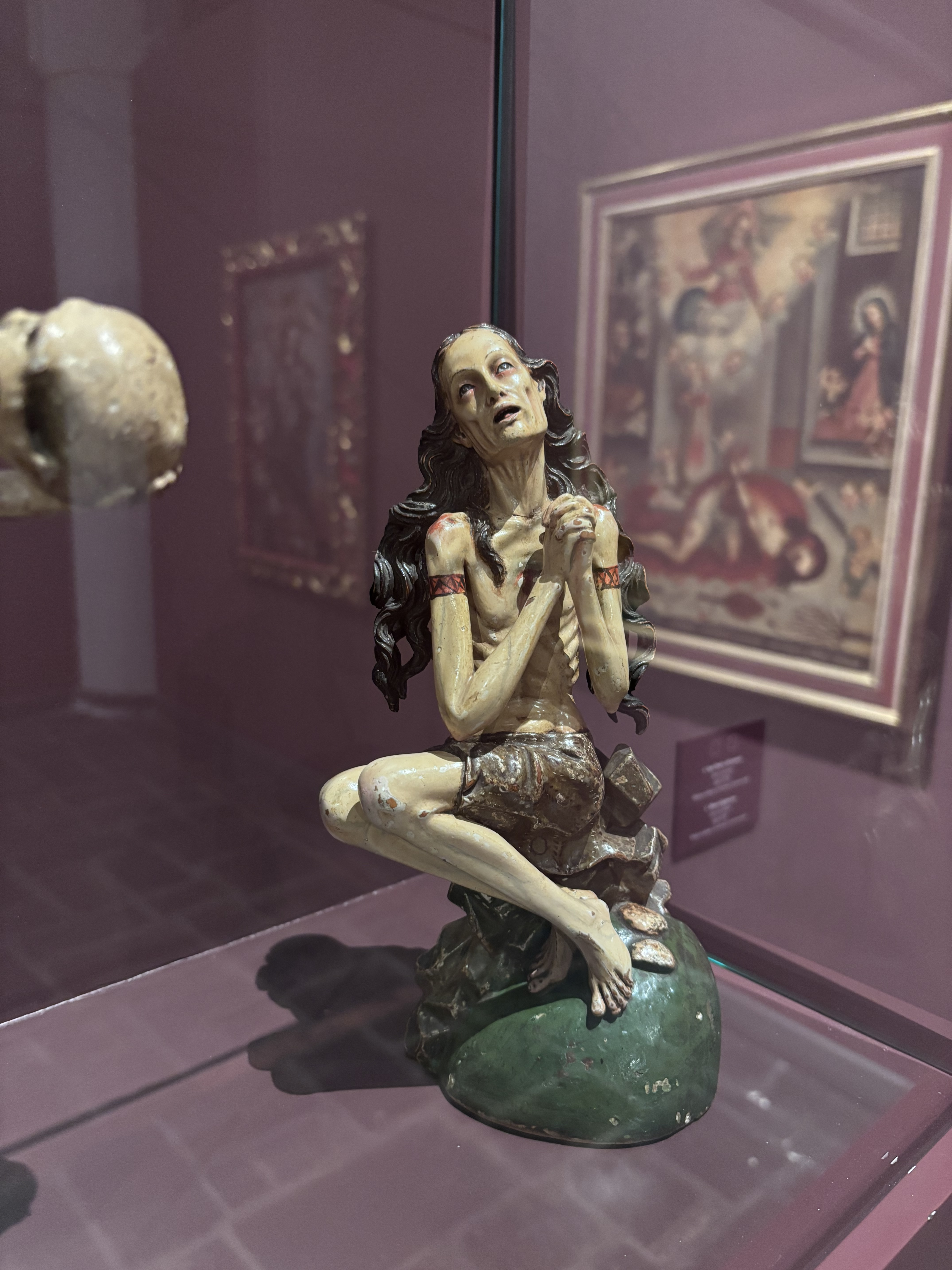
مريم المصرية (مجهولة، القرن السادس عشر). المتحف الوطني للإكوادور، كيتو.